# Dietmar Schomburg

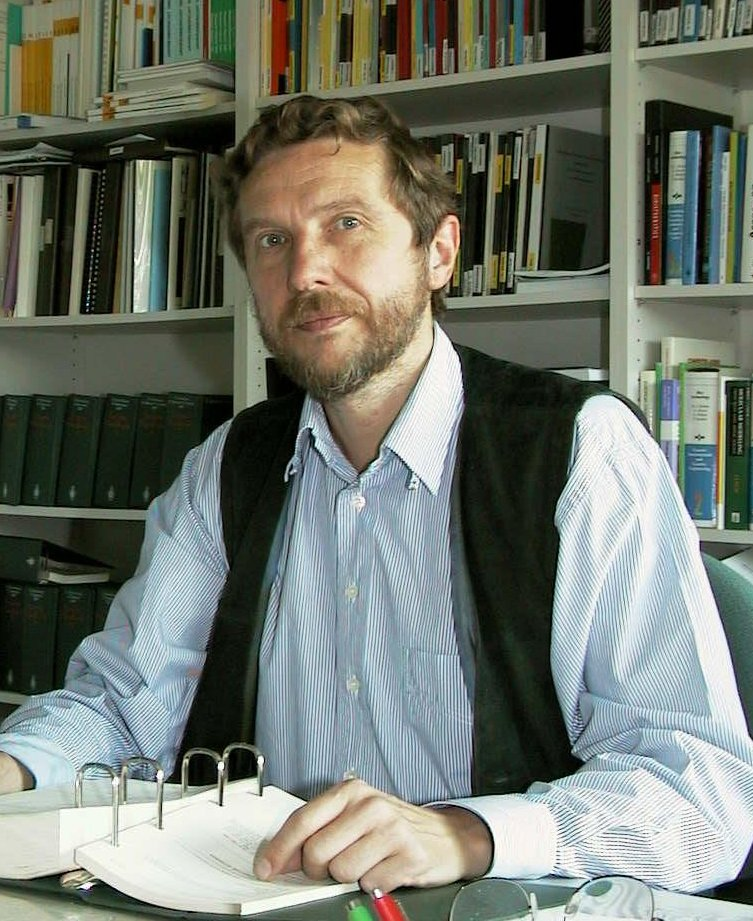
Dietmar Schomburg

Dietmar Schomburg (* 21. April 1950 in Braunschweig) ist ein deutscher Chemiker und Bioinformatiker. Er ist seit Anfang 2007 Professor und Direktor der neu gegründeten Abteilung für Bioinformatik und Biochemie an der Technischen Universität Braunschweig.

## Ausbildung und Beruf
Nach dem Diplom in Chemie (1974) und anschließender Promotion in Strukturchemie (1976) an der Technischen Universität Braunschweig folgte von 1976 bis 1978 eine Postdoktoranden-Phase an derselben Hochschule. 1978 und 1979 war er Postdoktorand an der Harvard-Universität in der Gruppe von William N. Lipscomb, Chemie-Nobelpreisträger von 1976, und in der Gruppe von Frank H. Westheimer.
Danach schloss sich eine Zeit als Postdoktorand (1979 bis 1981) und Assistenz-Professor (1981 bis 1983) an der TU Braunschweig an. Zwischen 1983 und 1986 folgte eine Tätigkeit als Leiter des Röntgenstruktur-Labors in der damaligen Gesellschaft für Biotechnologische Forschung (GBF, seit 2006 Helmholtz-Zentrum für Infektionsforschung) und 1985 die Habilitation im Fach Strukturchemie.
Von 1987 bis 1996 leitete Dietmar Schomburg die Abteilung „Molekulare Strukturforschung“ an der damaligen GBF, bevor er von 1996 bis 2007 als Professor das Fach Biochemie an der Universität zu Köln vertrat.
Im Jahr 2007 nahm er einen Ruf als Professor an die TU Braunschweig an, wo er die Abteilung für Biochemie und Bioinformatik aufgebaut hat, deren Leiter er ist.
1987 gründete er an der GBF die Braunschweiger Enzymdatenbank BRENDA, welche mittlerweile die weltweit größte Online-Sammlung von Daten zu Enzymen und Stoffwechselwegen darstellt. Die Datenbank ist für akademische Nutzer frei über das Internet verfügbar.

## Forschungsarbeiten
Bioinformatik und Systembiologie, Biochemie, Strukturchemie, Mikrobiologie